# Rougnac
Rougnac (okzitanisch Ronhac) ist eine Gemeinde mit 398 Einwohnern (Stand 1. Januar 2022) im westfranzösischen Département Charente in der Region Nouvelle-Aquitaine.

## Lage
Rougnac liegt in einer Höhe von etwa 170 Metern ü. d. M. etwa 26 Kilometer (Fahrtstrecke) südöstlich von Angoulême in der alten Kulturlandschaft des Angoumois. Der kleine Bach Manore durchfließt das Gemeindegebiet.

## Bevölkerungsentwicklung
| Jahr      | 1962 | 1968 | 1975 | 1982 | 1990 | 1999 | 2006 | 2016 |
| Einwohner | 467  | 392  | 370  | 437  | 529  | 547  | 521  | 407  |

Hatte die Gemeinde in der ersten Hälfte des 19. Jahrhunderts noch deutlich über 1000 Einwohner, so sank die Bevölkerungszahl infolge der Reblauskrise im Weinbau und der Mechanisierung der Landwirtschaft danach kontinuierlich auf die Tiefststände der letzten Jahrzehnte ab.

## Wirtschaft
Die Einwohner von Rougnac lebten jahrhundertelang nach den Prinzipien der Selbstversorgung von der Landwirtschaft; Märkte waren viel zu weit entfernt. Die Böden der Gemeinde sind in hohem Maße bewaldet (Forêt d’Horte); sie gehören jedoch theoretisch noch zu den Bons Bois des Weinbaugebietes Cognac, doch sind die Absätze bei teuren Weinbränden und selbst bei Wein in den letzten Jahrzehnten eher rückläufig, so dass der Weinbau keine Rolle mehr spielt. Einnahmen aus dem Tourismus, insbesondere der Vermietung von Ferienwohnungen (gîtes), sind dagegen seit den 1960er Jahren deutlich wichtiger geworden.

## Geschichte
Die teilweise noch aus präromanischer Zeit stammende Pfarrkirche weist auf eine lange Besiedlungszeit des Ortes hin. Im Mittelalter führte eine Nebenstrecke des Jakobsweges durch den Ort.

## Sehenswürdigkeiten

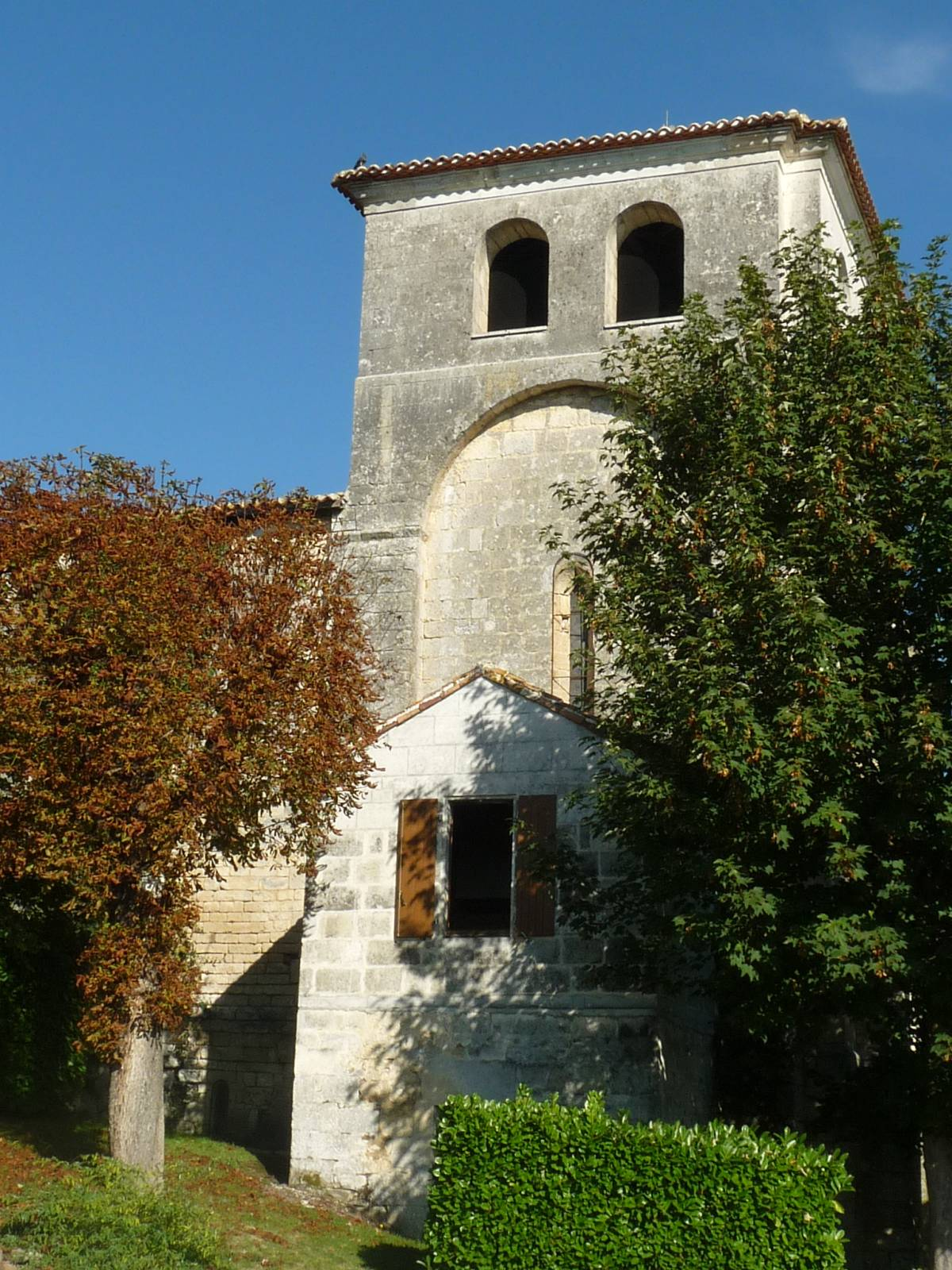
Église Saint-Pierre

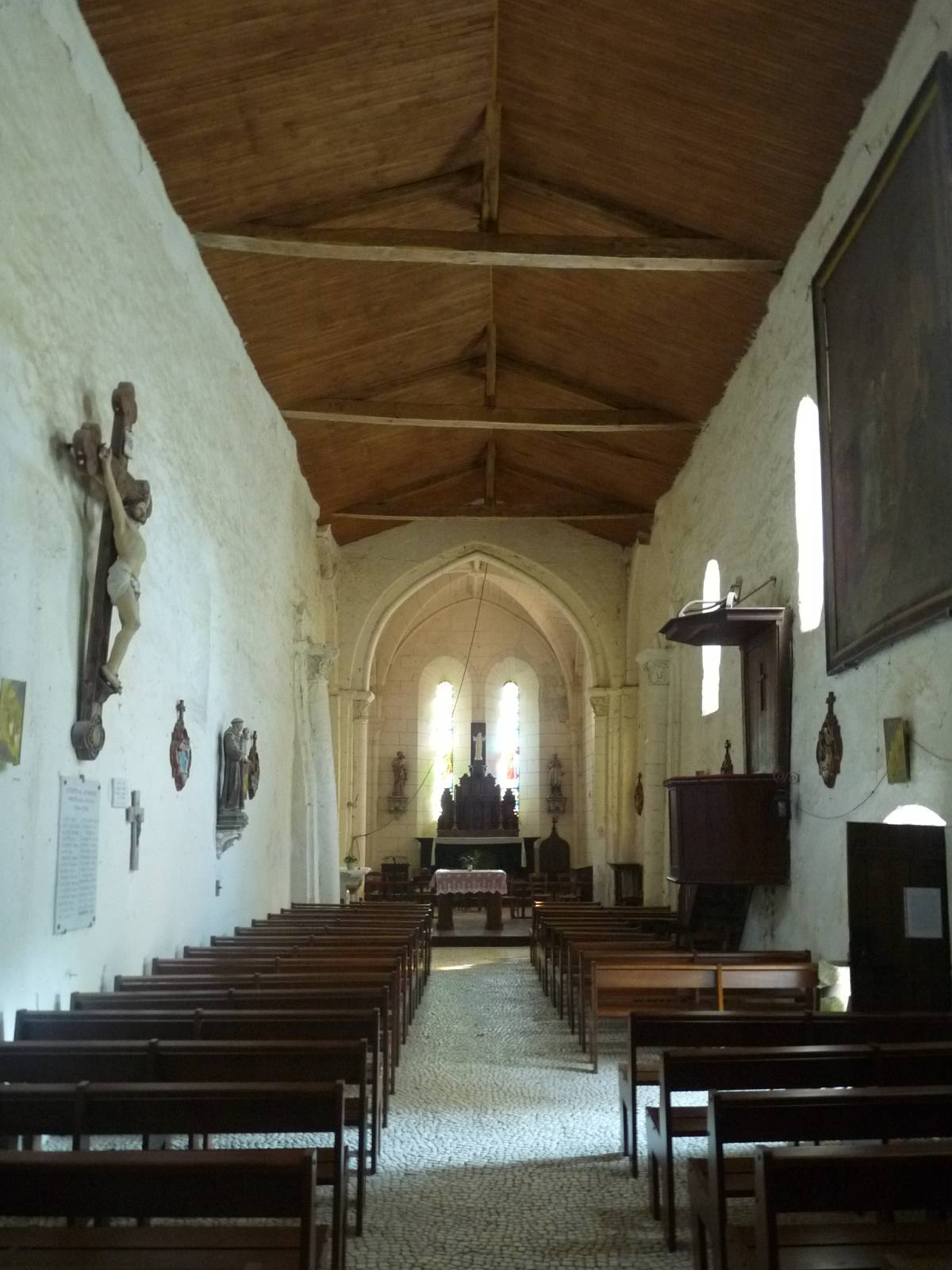
Kirchenschiff

- Teile der aus weitgehend unbearbeiteten Bruchsteinen errichteten Langhauswände der Pfarrkirche Saint-Pierre stammen noch aus vorromanischer Zeit. Ein großer, im Scheitelpunkt angespitzter Chorbogen trennt das von einem offenen hölzernen Dachstuhl überdeckte Kirchenschiff von dem im 15. Jahrhundert neugestalteten und mit einer flachschließenden zweifenstrigen und rippengewölbten Apsis versehenen Chorbereich. Im Äußeren wurde die Kirche von einem etwa gleichzeitig hinzugefügten Vierungsturm überhöht. Unter der gesamten Länge der Kirche erstreckt sich eine aus exakt behauenen Kalksteinen perfekt gemauerte und deshalb möglicherweise erst im 13. Jahrhundert zuzurechnende langgestreckte tonnengewölbte Unterkirche, die den Burgherren des Château du Repaire als Privatkapelle diente. Der Kirchenbau ist seit dem Jahr 2001 als Monument historique[1] anerkannt.
- Etwas außerhalb des Ortes (45° 32′ 27″ N, 0° 21′ 56″ O) befindet sich das von einem mächtigen spätmittelalterlichen Rundturm dominierte Château du Repaire. Das idyllisch gelegene Bauensemble befindet sich in Privatbesitz und ist seit 1997 als Monument historique[2] anerkannt.